# Parc-d'Anxtot
Parc-d'Anxtot és un municipi francès situat al departament del Sena Marítim i a la regió de Normandia. L'any 2007 tenia 557 habitants.

## Demografia

### Població
El 2007 la població de fet de Parc-d'Anxtot era de 557 persones. Hi havia 186 famílies de les quals 24 eren unipersonals (12 homes vivint sols i 12 dones vivint soles), 54 parelles sense fills i 108 parelles amb fills.
La població ha evolucionat segons el següent gràfic:
Habitants censats

### Habitatges
El 2007 hi havia 195 habitatges, 188 eren l'habitatge principal de la família i 7 eren segones residències. 193 eren cases i 2 eren apartaments. Dels 188 habitatges principals, 172 estaven ocupats pels seus propietaris i 16 estaven llogats i ocupats pels llogaters; 2 tenien dues cambres, 22 en tenien tres, 49 en tenien quatre i 115 en tenien cinc o més. 164 habitatges disposaven pel capbaix d'una plaça de pàrquing. A 68 habitatges hi havia un automòbil i a 115 n'hi havia dos o més.

### Piràmide de població
La piràmide de població per edats i sexe el 2009 era:
| Homes | Edats   | Dones |
| ----- | ------- | ----- |
| 0     | 95 o +  | 0     |
| 0     | 90 a 94 | 0     |
| 0     | 85 a 89 | 4     |
| 0     | 80 a 84 | 0     |
| 4     | 75 a 79 | 4     |
| 8     | 70 a 74 | 12    |
| 0     | 65 a 69 | 12    |
| 4     | 60 a 64 | 8     |
| 12    | 55 a 59 | 0     |
| 12    | 50 a 54 | 20    |
| 24    | 45 a 49 | 12    |
| 28    | 40 a 44 | 16    |
| 20    | 35 a 39 | 24    |
| 16    | 30 a 34 | 28    |
| 20    | 25 a 29 | 24    |
| 16    | 20 a 24 | 16    |
| 12    | 15 a 19 | 28    |
| 36    | 10 a 14 | 32    |
| 24    | 5 a 9   | 32    |
| 12    | 0 a 4   | 16    |

## Economia
El 2007 la població en edat de treballar era de 377 persones, 283 eren actives i 94 eren inactives. De les 283 persones actives 262 estaven ocupades (160 homes i 102 dones) i 21 estaven aturades (8 homes i 13 dones). De les 94 persones inactives 24 estaven jubilades, 43 estaven estudiant i 27 estaven classificades com a «altres inactius».

### Ingressos
El 2009 a Parc-d'Anxtot hi havia 189 unitats fiscals que integraven 573 persones, la mediana anual d'ingressos fiscals per persona era de 19.475 €.

### Activitats econòmiques
Dels 10 establiments que hi havia el 2007, 1 era d'una empresa de fabricació d'altres productes industrials, 3 d'empreses de construcció, 2 d'empreses de comerç i reparació d'automòbils, 2 d'empreses d'hostatgeria i restauració, 1 d'una empresa financera i 1 d'una empresa de serveis.
Dels 4 establiments de servei als particulars que hi havia el 2009, 1 era un guixaire pintor, 1 lampisteria, 1 electricista i 1 restaurant.
L'any 2000 a Parc-d'Anxtot hi havia 11 explotacions agrícoles.

## Equipaments sanitaris i escolars
El 2009 hi havia una escola elemental integrada dins d'un grup escolar amb les comunes properes formant una escola dispersa.

## Poblacions més properes
El següent diagrama mostra les poblacions més properes.